# 蝴蝶麵
蝴蝶麵（義大利語：Farfalle），又稱領結麵，是義大利麵的一種。原文來自義大利語的「蝴蝶」（farfalle）。在北義大利，如摩德納等地區，蝴蝶麵被稱為strichetti；另有farfalloni、farfalline等多種稱呼與變體。
蝴蝶麵的歷史可追溯至16世紀，起源於北義大利的倫巴底和艾米利亞-羅馬涅。雖然尺寸與形狀有些微差異，但它通常是將矩形或橢圓形的麵糰中間捏緊，兩側修出皺邊而成。
除了普通小麥和全麥小麥作為基本原料，蝴蝶麵也可添加各種食材改變其顏色與風味。例如甜菜可用於紅色，菠菜可用於綠色，烏賊墨可用於黑色。